# بروس بيج
بروس بيج (بالإنجليزية: Bruce Paige)‏ هو صحفي أسترالي، ولد في 10 نوفمبر 1948.